# Tomasz Głowacki
Tomasz Głowacki (ur. 15 lipca 1966 w Opolu, zm. 6 lipca 2023 we Wrocławiu) – polski architekt, krytyk architektury i wykładowca akademicki.

## Życiorys
W 1994 ukończył studia na Wydziale Architektury Politechniki Wrocławskiej, a później wykładał na tymże wydziale. W 2005 założył własną pracownię architektoniczną (Pracownia Architektury Głowacki PAG).
Znany z realizacji domów jednorodzinnych, m.in. Dom+ (Galowice, 2005 r.), Złamana Stodoła (Wrocław, 2006 r.), Dom z Zacięciem (2018 r.), Dom na Polanie (2020 r.), zespołu zabudowy wielorodzinnej „Atmosfera” na osiedlu Nowe Żerniki (we współpracy z biurem arch_it), a także obiektów użyteczności publicznej we Wrocławiu, m.in. nowego gmachu Akademii Sztuk Pięknych przy ul. Traugutta (2007 r.) i centrum handlowego Swoja Olimpia (2019 r.).
Za projekt gmachu ASP we Wrocławiu został uhonorowany I Nagrodą w konkursie na rozbudowę ASP za 2007 rok. Współprojektowany przez niego zespół zabudowy wielorodzinnej „Atmosfera”  został nominowany do nagrody EU Mies van der Rohe Award 2019.
Jego szkice architektoniczne, jako jedynego Polaka, zostały opublikowane w albumie The Hand of the Architect. Three hundred and seventy-eight signed drawings by some of the greatest contemporary architects obok szkiców Tadao Andō, Normana Fostera czy Zahy Hadid.
Od wiosny 2022 roku chorował na raka, zmarł 6 lipca 2023. Pochowany na Cmentarzu Osobowickim.